# Jan Kapusta
Jan Kapusta (ur. 18 kwietnia 1908 w Jastrzębi, zm. 5 listopada 1953) – polski działacz samorządowy.

## Życiorys
Ukończył Szkołę Powszechną w Jastrzębi, oraz uczęszczał do Gimnazjum w Radomiu. Odbył służbę wojskową. Pracował na etacie sekretarza Gminy w Kozłowie, pow. Radom (1932–1939). W kampanii wrześniowej dostał się do niewoli (1939-1940). Ponownie zatrudniony w Gminie Kozłów (1940-1944), aresztowany przez Gestapo. Po wyzwoleniu po raz kolejny pracował w Gminie Kozłów (1945). Był nacz. Wydziału Oświaty, Kultury i Sztuki Zarządu Miejskiego w Gdyni (1945–1948) i prezydentem Sopotu (1948–1949).
Brak informacji na temat jego dalszych losów.